# Hugh Percy (10. książę Northumberland)
Hugh Algernon Percy KG, GSVO (ur. 6 kwietnia 1914, zm. 11 października 1988 w Londynie) – brytyjski arystokrata, młodszy syn Alana Percy’ego, 8. księcia Northumberland, i lady Helen Magdalan Gordon-Lennox, córki 7. księcia Richmond. Tytuł księcia Northumberland przejął po bezpotomnej śmierci swojego starszego brata, Henry’ego.
Podczas II wojny światowej książę służył w pułku huzarów z Northumberland. Po wojnie piastował szereg godności:
- Lord Namiestnik Northumberland w latach 1956–1984
- Kanclerz Uniwersytetu w Newcastle w latach 1964–1988
- Przewodniczący Królewskiego Towarzystwa Rolniczego (The Royal Agricultural Society) w Anglii w latach 1956–1962
- Lord Steward przy dworze Jej Królewskiej Mości w latach 1973–1988
- członek Komitetu do spraw zapobiegania pryszczycy
- członek Agricultular Research Council w latach 1958–1968
- członek Medical Research Council w latach 1969–1977
- członek Tajnej Rady
- członek Towarzystwa Królewskiego

12 czerwca 1946 r. w Londynie, Hugh poślubił lady Elizabeth Dianę Montagu-Douglas-Scott (ur. 20 stycznia 1922), córkę Waltera Montagu-Douglasa-Scotta, 8. księcia Buccleuch, i Vredy Lascelles, córki majora Williama Franka Lascellesa. Hugh i Elisabeth mieli razem trzech synów i cztery córki:
- Caroline Mary Percy (ur. 3 maja 1947), wyszła za Pierre'a, hrabiego Cabarrus i ma dzieci
- Victoria Lucy Diana Percy (ur. 19 kwietnia 1949), wyszła za Johna Aidana Cuthberta i ma dzieci
- Julia Helen Percy (ur. 12 listopada 1950), wyszła za Nicolasa Roberta Craiga Harveya i ma dzieci
- Henry Alan Walter Richard Percy (1 lipca 1953 - 31 października 1995), 11. książę Northumberland
- Ralph George Algernon Percy (ur. 16 listopada 1956), 12. książę Northumberland
- Louise Percy (25 maja - 27 maja 1962)
- James William Eustace Percy (ur. 18 czerwca 1965)